# Stanić Polje
Stanić Polje – wieś w Chorwacji, w żupanii sisacko-moslawińskiej, w gminie Dvor. W 2011 roku liczyła 16 mieszkańców.